# بالستان (سراب)
بالستان هي قرية في مقاطعة سراب، إيران. عدد سكان هذه القرية هو 111 في سنة 2006.